# Gáspár Monika
Gáspár Monika (Kiskunhalas, ? –) televíziós újságíró és szerkesztő, korábban műsorvezető, a magyar állami közmédiát kezelő Médiaszolgáltatás-támogató és Vagyonkezelő Alap (MTVA) belső munkatársa, a Duna tévécsatorna Család-barát magazinjának főszerkesztője.

## Iskolai végzettség
A Debreceni Református Kollégiumban érettségizett, majd a szekszárdi Illyés Gyula Tanárképző Főiskolán tanítói és énektanári oklevelet szerzett.

## Újságírói pálya
Rövid pedagógusi pályafutást követően újságíróként helyezkedett el egy helyi lapnál, majd a Magyar Rádió tudósítója, illetve a Magyar Televízió szegedi körzeti stúdiójának a munkatársa, szerkesztője és műsorvezetője. Rövid időn belül Budapesten folytatta pályáját: dolgozott a Magyar Televízióban és az RTL Klub Fókusz című műsorában is. A Magyar Televízió Napló '56 címmel mutatta be az 1956-os forradalom 50. évfordulójára készült sokrészes visszaemlékezés-sorozatát, amelyben olyan közvetlen részvevők szólalnak meg, akik „a történelemkönyvekből kimaradtak”.
Az 1992-ben önálló közmédia-vállalatként alapított Duna Televízióban először a vallási szerkesztőséghez került, ahol a Szegletkő protestáns magazint és a Protestáns világ című vallási híradót vezette. Oktatásügyi tapasztalatait a Kalendárium oktatási rovatában kamatoztatta először. Vezette a Múlnak az évek című, időseknek szóló műsort és szerkesztette a hasonló jellegű Őszelőt. Vezette a Műhelymunkát is. Hasonló szerepet töltött be 2007 folyamán a Sors-Váltó című esélyegyenlőségi magazinban. Műsorvezetője volt a Tudósítások a munka világából c. sorozatnak is. Szerkesztőként közreműködik még a Térkép c. színes kárpát-medencei hírmagazinban, illetve műsorvezetőként az Élő egyház című vallási híradóban.
A Duna Televízió 2008 februárjában indult Család-barát szolgáltató magazinjának alapítása óta annak meghatározó szellemiségű felelős szerkesztője és egy ideig műsorvezetője, 2015-től a műsor főszerkesztője. A magyarországi állami közmédia 2011-es összevonása után a műsor először az MTVA M1-es csatornájára került, majd a 2015-ben "nemzeti főadóvá" minősített új Duna csatorna délelőtti műsorsávjába tért vissza, ahol továbbra is a közmédia egyik legnézettebb műsora, amelyben a nézők minden, családi élettel kapcsolatos, ügyes-bajos kérdésükre szinte azonnal választ kaphatnak a stúdióvendég szakértőktől: egészségügy, természet- és lélekgyógyászat, szociális ügyek, családi költségvetés, gyermekjólét, oktatás, ingatlan, nyugdíj, államigazgatás, rendészet, sütés-főzés stb. A legnézettebbek a karácsonyi, húsvéti, szüreti és a házassággal kapcsolatos műsorok, amelyek az ünnephez illően, előadóművészek és szakértő vendégek segítségével mutatják be a népszokásokat és dolgozzák fel a kivételes témákat.
Újságíróként és szerkesztőként nem riadt vissza a súlyos témáktól, különösen ha emberbaráti, jótékonysági vagy szociális segítséget lehetett nyújtani a közvélemény bevonásával a rászorulóknak. Felelős szerkesztőként meggyőzte a 2008. december 28-án eltűnt kaposvári 13 éves kislány szüleit, hogy jelenjenek meg a Család-barát magazin 2009. január 29-ei adásában (műsorvezető: Barkó Judit). Az eltűnt kiskorút egy hónapon át hiába kereste a rendőrség, ám a nézők között akadt olyan, aki aznap reggel látta őt egy piacon és azonnal jelentkezett. A lányt néhány órán belül megtalálták a hatóságok, és estére már újra együtt lehetett a négytagú család.
Felelős szerkesztőként a legösszetettebb televíziós műfaj, az egész napos rendkívüli helyszíni közvetítések és tematikus adásnapok gazdájaként is bizonyított. A Duna Televízió vezetői őt bízták meg a 2008-as, 2009-es és 2010-es Szent István-napi műsorfolyam szerkesztésével, valamint az előkészületek meg a sokhelyszínes, több száz részvevőt megmozgató helyszíni közvetítések vezetésével. Felelős szerkesztője volt a Debreceni Virágkarnevál 2009-es és 2010-es élő közvetítésének, valamint a 2008-as és 2009-es Árpád-pajzs átadási ünnepség helyszíni felvételének. Legsikeresebb tematikus napi szerkesztései közé tartozik a Sopron napjának (A Leghűségesebb Város) 2008-as, illetve a Páneurópai piknik 20. évfordulójára 2009-ben szervezett, szintén soproni ünnepségnek a közvetítése. Az utóbbiért a Duna Televízió elnyerte a berlini Freundeskreis Europa Alapítvány kitüntetését.
Különlegesen emlékezetes marad[forrás?] az Asperger-szindróma jelenségéről készített félórás dokumentumműsora: ráirányította a szakmai és a szélesebb közvélemény figyelmét egy kevéssé ismert fejlődési rendellenességre, amellyel gyermekként és felnőttként is sokan élnek és küzdenek - legtöbbször támogatás nélkül - nemcsak külföldön, hanem Magyarországon is.

## Család
Egy gyermeke van: András Viktor (1999).

## Egyéb alkotásai
- Számvetés helyett... Beszélgetés Huszti Péterrel. Portréfilm a Duna TV Kézjegy sorozatában, 2009. május 24. (szerkesztő és riporter)
- "Ars Sacra" – Szent művészet. Ismeretterjesztő film, 2004. (szerző)